# Kambadahalli, Hiriyur
Kambadahalli là một làng thuộc tehsil Hiriyur, huyện Chitradurga, bang Karnataka, Ấn Độ.